# Saadjärve
Saadjärve est un village de la commune rurale de Tartu du Comté de Tartu en Estonie.
Au 31 décembre 2011, il compte 108 habitants.